# 章動

紅色：章動（N）
藍色：歲差（P）
綠色：行星自轉軸（R）

章動（英語：Nutation）是在行星或陀螺儀的自轉運動中，軸在進動中的一種輕微不規則運動，使自轉軸在方向的改變中出現如「點頭」般的搖晃現象。
行星的章動來自於潮汐力所引起的進動，並使得歲差的速度不是常數，而會隨著時間改變。這種現象是英國的天文學家詹姆斯·布拉德利在1728年發現的，但直到20年後才得到解釋。
由於對行星的動力學已經有充分的了解，只有幾個秒弧變化的章動值已經可以計算出數十年的週期變化。但另一種會干擾自轉的極移（polar motion）仍只能估計幾個月後的變化，因為它會受到風、洋流、以及地核的運動影響，使得他的變化迅速且難以預測。
章動的數值通常可以分為平行和垂直於黃道的兩個分量，在黃道上的分量稱為黃經章動，垂直黃道的分量稱為斜章動。由於天球座標系統是以赤道和分點為基礎，這也意味著地球赤道向外投影到天球上的大圓，和一條線在圈子上的交點，被稱為春分點的，是測量赤經的起始位置，而這個點會受到分點歲差和章動的影響而被改變，因此理論上歲差和章動的值還需要取決於座標系統所參考的日期。用更簡單的術語來說，要從地球的觀察計算出天體的視位置，章動（和歲差）的值是很重要的項目。

## 地球的章動

### 成因
在地球，潮汐力主要來自太陽和月球，兩者持續的改變彼此間相對的位置，造成的地球自轉軸的章動。地球章動最大分量的週期是18.6年，與月球軌道交點的進動周期相同，然而，在更精確的的計算中還有其他值得注意的周期項目需要被加入。在數學上的描述（方程式的建立）可以參考"章動的理論"。通常，理論就是理論，在運用物理定律和天文學上的測量結果之外，或多或少的有一些憑感覺加入的特別方法或參數，藉以獲得最佳的數據和觀測結果密切的結合。由國際地球自轉服務所出版的刊物可以看出，將地球看成一個簡單的剛體不能得到適切的理論結果，必須給予一些變形，才能在理論上得到較合於實際觀測的解釋。

### 數值
地球章動的主要來自於月球交點的退行的貢獻，兩者有相同的週期，都是6798天（18.6年），在黃道上的黃經章動分量是17.24"，垂直於黃道的斜章動是9.21"。另一個較明顯的週期是183天（0.5年），章動分量分別是1.3"和0.6"。有趣的是，週期在5.5至6798天之間，變動幅度大於0.0001"（目前測量能力能達到的數值）的項目，似乎都避開了34.8至91天的範圍。因此，這就成為章動的長週期項和短週期項的分界，長週期項會在年曆中提及並算出供參考，短週期項就只能從及時的短期預報中查表來做即時的修正。

### 对天体位置的影响
章动引起的是整个参考系的变化，因此，所有观测对象受到的影响都是相等的。一般对章动的分析是在黄道坐标系中进行，并分为黄经章动（{\displaystyle \Delta \psi }）和交角章动（{\displaystyle \Delta \epsilon }）两部分。黄经章动描述春分点在黄道上的位移，而交角章动描述黄赤交角的变化。在级数表达式中，黄经章动和交角章动的最大项分别为：
{\displaystyle \Delta \psi =-17.2\sin \Omega }
{\displaystyle \Delta \epsilon =9.2\cos \Omega }
其中，{\displaystyle \Omega }为月球升交点的平黄经。
对天球上的任一天体，章动带来的位置变化可由黄经章动和交角章动经球面三角公式导出为赤经方向和赤纬方向上的改正。对远离天极的天体，赤经方向上的章动（{\displaystyle \Delta \alpha }）和赤纬方向上的章动（{\displaystyle \Delta \delta }）可由下列公式近似计算：
{\displaystyle \Delta \alpha =(\cos \epsilon +\sin \epsilon \sin \alpha \tan \delta )\Delta \psi -\cos \alpha \tan \delta \Delta \epsilon }
{\displaystyle \Delta \delta =\cos \alpha \sin \epsilon \Delta \psi +\sin \alpha \Delta \epsilon }
其中，{\displaystyle \alpha }为此天体的赤经，{\displaystyle \delta }为此天体的赤纬。

## 延伸閱讀
- Wolfgang Vollmann. Wandelgestirnörter. In: Hermann Mucke（Hrsg.）: Moderne astronomische Phänomenologie. 20. Sternfreunde-Seminar, 1992/93. Zeiss Planetarium der Stadt Wien und Österreichischer Astronomischer Verein 1992, S. 55–102（weblink, 11. Mai 2006，《現代天文現象學》）

## 外部連結
- 陀螺的章動
- "The Tables of Differences Between the Nutation Series IAU2000, IERS1996 and IAU1980"
- Präzession und Nutation eines Luftkissenkreisels （页面存档备份，存于） - Simulation der Erdachsenbewegung
- Präzession und Nutation - Beschreibung mit schönen Grafiken
- 極運動と木村のZ項 （页面存档备份，存于）、チャンドラー極運動の謎 （页面存档备份，存于）—日本測地学会CD-ROMテキスト測地学Web版